# アーティフ・アル＝タラウネ
アーティフ・アル＝タラウネ（アラビア語: عاطف الطراونة、アラビア語ラテン翻字: Atef Al-Tarawneh、1954年 – ）は、ヨルダンの政治家。2013年11月3日からヨルダン国会下院議長を務めた。

## 政治経歴
タラウネはヨルダン国会の第14期、第15期、および第16期に、下院議員として選出された。またタラウネは下院副議長も務めた。2011年2月、タラウネは下院副議長という立場ではあったが、パレスチナ出身のヨルダン人からヨルダンの市民権を剥奪する決定をした政府に対し、批判的な主張を行った。市民権の剥奪は、パレスチナ出身のヨルダン人がパレスチナ人およびその国家という目標について賛同の意を示したことによるものであった。この政府の政策の背後にある考え方は、パレスチナのアイデンティティの保護であったと言われている。タラウネはこの期間中、パレスチナの首脳陣や交渉役らがヨルダンの市民権を獲得したことを明らかにした。タラウネは政府の政策について矛盾があると指摘し、国家の統一性を損なうと主張した。
タラウネは2013年のヨルダン総選挙にて、祖国党の比例代表全国候補者名簿で筆頭となった。この名簿はネイティブのヨルダン人と、パレスチナ系のヨルダン人で構成されていた。祖国党は総選挙にて比例代表で94,682票を得て、2議席を獲得した。この結果、名簿筆頭のタラウネと、次席のハミス・アティヤが当選した。
タラウネは2013年11月実施の下院議長選挙に立候補した。この選挙は第17期通常国会の冒頭に行われた。10月20日に候補者6名が出揃った。タラウネにとって、最大のライバルは現職議長サアド・ハイエル・アル＝スルールであった。タラウネは20名の下院議員によって構成される「祖国党」会派の支持を受け、加えて別の2会派との連合を形成することにより、さらに39票を上積みした。11月3日、第1回の投票が実施され、候補者は3名に絞り込まれた。タラウネは60票を獲得して1番手となり、次いでアブドゥル・カリーム・ドゥグミが43票を獲得。3番手は現職議長スルールであり、37票を獲得した。ここでスルールが降りたため、第2回の投票はドゥグミとの決選投票となった。だが投票開始直前になってドゥグミが立候補を撤回したため、これによってタラウネが下院議長となることが決定した。
タラウネは2014年11月2日に下院議長に再選した。そして2015年11月15日に3選を果たした。

## 私生活
タラウネは1954年にヨルダンのカラク県ハーリディーヤで誕生。既婚で、子供が4人いる。